# Bah TV
Bah TV é um canal de televisão a cabo brasileiro com sede em Porto Alegre, RS. Opera no canal 20 da Claro TV. Transmite programas independentes e locais, produzidos na Região Metropolitana de Porto Alegre. A programação é transmitida em boa parte do Rio Grande do Sul, além de estar disponível ao vivo pelo website do canal.